# Maison de Merima Jankov à Sibač
La maison de Merima Jankov à Sibač (en serbe cyrillique : Сеоска кућа Мериме Јанков у Сибачу ; en serbe latin : Seoska kuća Merime Jankov u Sibaču) se trouve à Sibač, dans la province de Voïvodine et dans la municipalité de Pećinci, en Serbie. Elle est inscrite sur la liste des monuments culturels de grande importance de la république de Serbie (identifiant no SK 1273).

## Présentation
La maison, située 13 rue Svetozara Miletića, a été construite en 1910 pour servir d'habitation à une riche famille rurale.
De plan rectangulaire, elle était construite sur une base en briques avec des murs en adobes et avec un toit à deux pans recouvert de tuiles. Elle était constituée de trois parties : une pièce, la cuisine et une autre pièce et elle était dotée d'un porche-galerie le long de la façade sur cour ; le porche comportait des colonnes et une balustrade. Le pignon du toit donnant sur la rue était décoré et portait une inscription avec la date de construction de la maison. L'intérêt particulier de l'édifice tient en sa disposition intérieure et, particulièrement, celle de la cuisine dotée d'un banc central et d'un autre banc du côté où se trouve le four.
Malgré sa valeur patrimoniale, la maison a été démolie en 1991.